# Мусоропроводчик

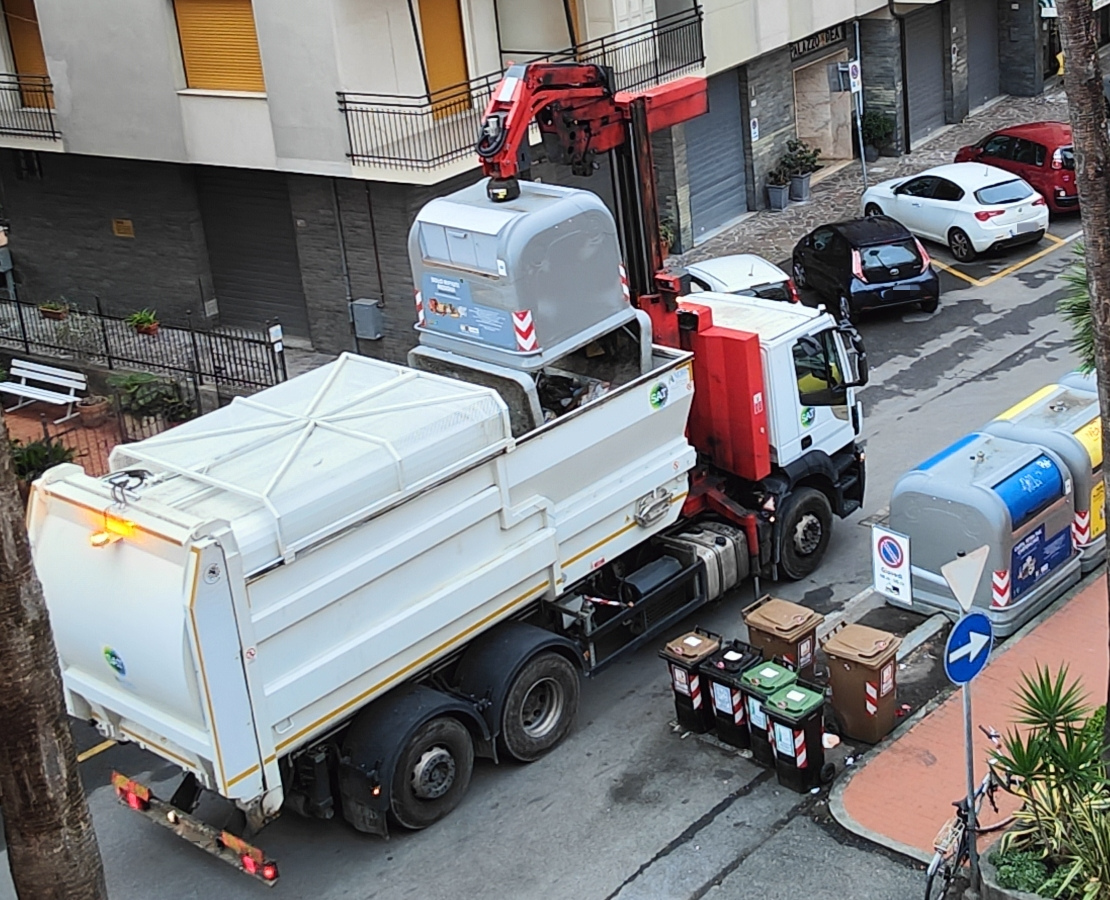
Процесс сбора мусора из отведённых мусорных баков

Мусоропрово́дчик — это профессия, поддерживающая чистоту в городах и населенных пунктах, обязанности которой, как правило, заключаются в обслуживании мусоропровода, а также в сборе и вывозе мусора и отходов, содержащихся в специально отведённых ёмкостях, так называемых мусоросборниках, например: мусорный контейнер. Порой, в обязанности могут входить сортировка отходов и уход за территорией. Существуют схожие профессии значительно тесно связанные по должностным обязанностям с данной, такие как: дворник, мусорщик и уборщик.

## Должностные обязанности
Профессия мусоропроводчика является неотъемлемой частью сферы услуг вида уборки и поддержки чистоты, а также относится к категории рабочих.
В отличие от профессии мусорщика, которая связана непосредственно со сбором, сортировкой и транспортировкой отходов, мусоропроводчик в большей степени связан с техническим обслуживанием мусоропровода, нежели со сбором и транспортировкой мусора. В соответствии с этим, можно перечислить ряд обязанностей мусоропроводчика:
- Уборка, очистка и промывка от мусора стволов бункеров, загрузочных клапанов, помещений мусоросборных (мусороприемных) камер и мусоросборников.
- Сбор мусора и его последующая погрузка в мусоровоз, установка передвижных мусоросборников.
- Обслуживание мусоропровода, а именно: профилактический осмотр и обеспечение исправного состояния стволов, труб и бункеров мусоропроводов, мусороприемных камер, загрузочных клапанов, герметизирующих прокладок в крышках клапанов, устранение засоров стволов мусоропроводов.
- Выполнение ремонтных работ в случае неисправностей.
- Дезинфекция стволов мусоропроводов, мусороприемных камер и мусоросборников.
- Регулирование вентиляции стволов мусоропроводов.

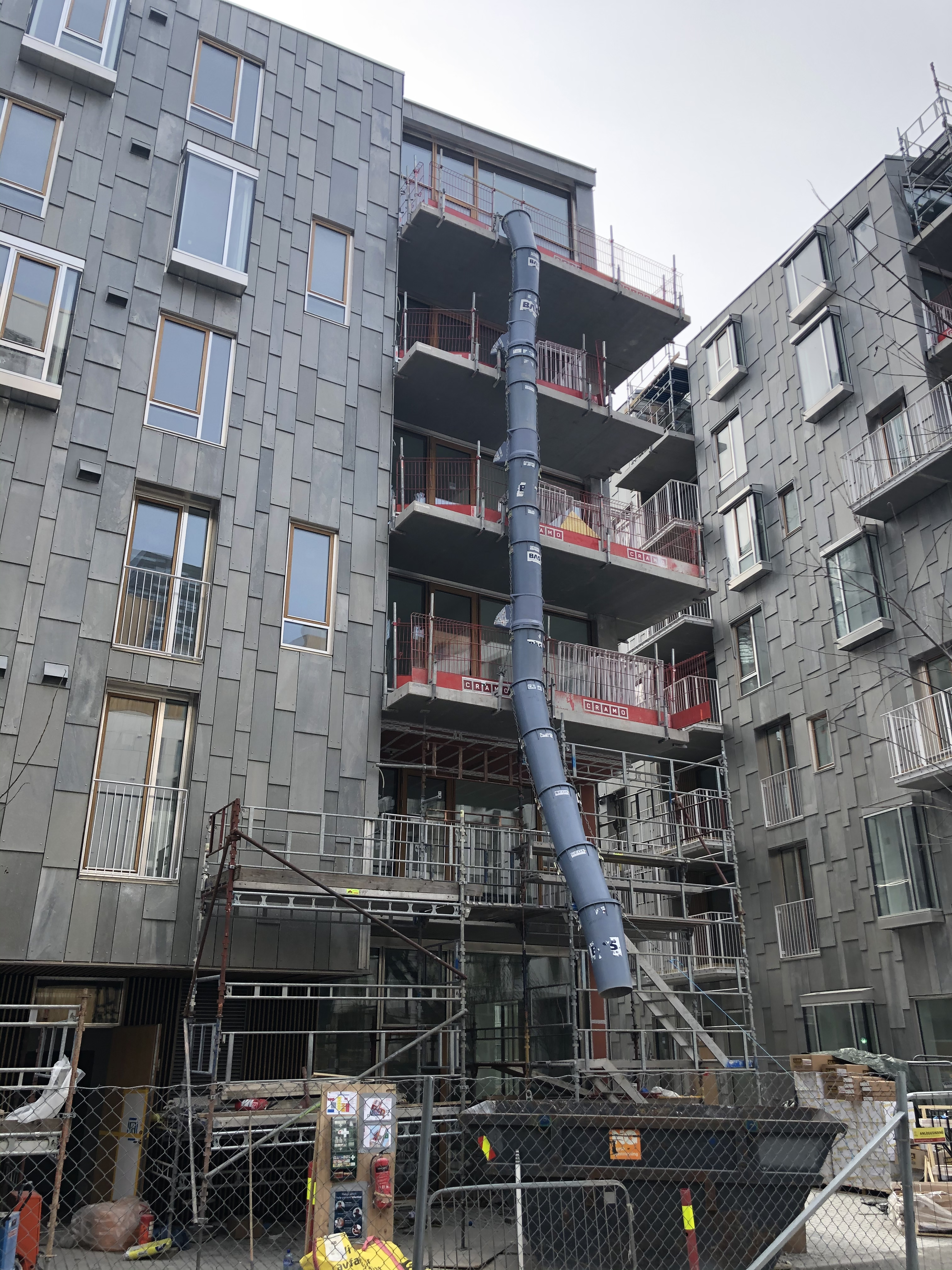
Мусоропровод в Осло, Норвегия

Таким образом, помимо естественного соблюдения технических стандартов безопасности и мер предосторожностей при выполнении работ, мусоропроводчик несёт за собой обязанность обслуживания мусоропровода (уборки, очистки, промывки, дезинфекции и т.д.) и вытекающего из процесса обслуживания осмотра состояния мусоропровода (и, следовательно, его составляющих компонентов).

## История

### История появления
Профессия мусоропроводчика возникла вместе с развитием строительства многоэтажных домов и необходимостью в эффективной утилизации твёрдых бытовых отходов (ТБО).
В начале XX века, ввиду массового строительства высоток и многоквартирных домов, традиционные способы утилизации (например: вынос мусора через лестничные клетки) стали недостаточно эффективными. Для удобства и поддержания чистоты в помещениях начали внедряться мусоропроводы — специальные системы, позволяющие избавляться от отходов непосредственно из квартир в контейнер, называемый мусоросборником. Ввиду возникновения мусоропроводов выросла и потребность в рабочих, которые могли бы обслуживать их.
Впервые в России мусоропровод был спроектирован во Владивостоке, в дуэте двух зданий, возведённых в 1938—1939 гг., носящих название «Серая лошадь».

### Профессия мусоропроводчика в настоящее время
В настоящее время профессия мусоропроводчика обладает специфичной востребованностью. Обычно, основными местами работы мусоропроводчиков являются жилые дома и любые здания, которые имеют отведённый мусоропровод для выведения отходов. Существует целый ряд предприятий, которые пользуются деятельностью мусоропроводчиков:
- Специализированные организации жилищно-коммунального хозяйства.
- Жилищные (ЖК), жилищно-строительные (ЖСК) кооперативы, товарищества собственников жилья (ТСЖ).
- Некоторые муниципальные учреждения.
- Промышленные предприятия.
- Предприятия торговли, рынки.
- Некоторые частные домовладения.

## Инструментарий
Конкретный перечень инструментов у данной профессии отсутствует, однако, можно привести ряд основных инструменты, которые могут быть использованы мусоропроводчиками:
1. Уборочные инструменты: водопылесосная машина, поломоечная машина, вакуумно уборочная машина (пылесос), специальная установка для прочистки и дезинфекции мусоропроводов.
2. Средства защиты и предметы, предназначенные для предоставления безопасности: перчатки, защитные очки, каска, средства защиты слуха, рабочая одежда и (или) обувь.
3. Универсальные или специализированные инструменты: фонарик, лестника или подъемник, герметики, уплотнители, сварочный аппарат, датчики утечек.
4. Электроинструменты, например: дрель или шуруповёрт, перфоратор.
5. Транспорт для сбора мусора и, возможно, его последующей перевозки, например, на свалку — мусоровоз.
6. Инструменты входящие в перечень строительных, такие как: набор отвёрток, молотков, плоскогубцев и кусачек, гаечных ключей, рулеток и уровней.

Помимо инструментов, мусоропроводчику следует иметь чертежи и (или) схемы мусоропровода либо отдельных домов, либо общую для всех в рабочей области. Также, мусоропроводчикам может быть выделено специально отведённое помещение для проведения профилактических работ над мусоропроводом, хранения вышеупомянутого комплекта инструментов и рабочей одежды.